# 字库山公园
字库山公园，是一座位于中华人民共和国四川省地级市资阳市雁江区的城市公园，总面积248468平方米（约合372.7亩）。字库山公园是中国第一个汉字文化主题公园，也是资阳城区最大的森林公园。

## 文化
字库山公园注重以汉字文化为精髓的字库文化建设。

## 组成
字库山公园由城市园林绿地、滨江人文景观、东部和南部原始山体三大生态体系组成